# Нападение над Пърл Харбър
Нападението над Пърл Харбър е изненадваща въздушна атака на японския Императорски флот срещу американската военноморска база Пърл Харбър, Хаваи, извършена сутринта на 7 декември 1941 г.
Без предварително обявяване на война от японска страна базата е атакувана от 353 японски бойни самолета – бомбардировачи и торпедоносци – на две вълни, излитащи от шест самолетоносача. Унищожена е голяма част от американския тихоокеански военноморски флот. Поради това през следващата приблизително половин година японците имат пълно надмощие в Тихия океан. Скоро след атаката срещу Пърл Харбър започва и японската офанзива срещу британските и нидерландските колонии в Югоизточна Азия, с което Втората световна война придобива окончателния си характер на глобална война. Атаката над Пърл Харбър е битка, при която самолетоносачите и линейните кораби са доминиращият елемент.
Атаката е повратна точка в развоя на Втората световна война, тъй като става повод за влизането на САЩ, която до този момент е неутрална; всъщност в периода до 7 декември общественото мнение в САЩ е настроено предимно към запазване на политика на изолация от световния конфликт. Въпреки че атаката причинява на САЩ значителни военни загуби, тя в крайна сметка се оказва с фатални последствия за Япония, тъй като още на следващия ден (8 декември) САЩ ѝ обявяват война, преминават към Съюзниците и мобилизират населението си в бойна готовност. Огромният индустриален потенциал на страната спомага до голяма степен за успехите им във войната. Днес в САЩ наименованието Пърл Харбър е синоним за унищожителна атака без предупреждение.
Още преди атаката американското правителство подкрепя Антихитлеристката коалиция с всички възможни средства. По повод събитията на 7 декември 1941 г. съществуват многобройни теории за заговори – например някои от критиците обвиняват правителството на САЩ, че е провокирало атаката с политиката си и разполагането на флота на Хаваите.

## Отношения между САЩ и Япония преди Пърл Харбър
От 1937 г. Япония води Втората Японо-китайска война. В началото Съединените щати са неутрални, но през следващите години позицията им се променя – както заради инцидента с потопената подводница Panay, така и заради събраните сведения за японски прояви на зверства срещу китайците – например клането от Нанкин. Така САЩ подкрепя Китай с нарастващи материални доставки и една (иначе неамериканска) ескадра от самолети с доброволци. Освен това в началото на 1940 г. САЩ предупреждава Япония да не окупира Френски Индокитай и демонстративно премества тихоокеанския си флот от традиционната му база в Сан Диего към Пърл Харбър на Хавайските острови. Въпреки американското предупреждение през април 1940 г. Япония струпва войски в Индокитай и през септември американското правителство, под ръководството на президента Франклин Рузвелт, ограничава американските доставки на нефт и черни метали към Япония (по това време Япония доставя 80% от нефта си от САЩ). Тези действия не водят до желаните резултати, а през юли 1941 г. Япония настанява още свои войски в Индокитай. На 25 юли 1941 г. САЩ налага забрана за търговия на нефт с Япония и замразява всички японски активи (авоари) в страната. Великобритания и Нидерландска Източна Индия следват примера ѝ, с което Япония губи 75% от външната си търговия и 90% от нефта, който получава.
Без доставки на нефт резервите на Япония за индустриално и военно развитие стигат само за няколко месеца, поради това японският министър-председател Хидеки Тоджо трябва да възстанови снабдяването с нефт в рамките на този период от време, ако иска да предотврати краха на империята. Той вижда само две възможности:
- Япония да постигне отменяне на ембаргото чрез преговори със САЩ като услуга от американска страна за японската отстъпка;

или
- да компенсира нуждата от нефт с други по-бедни ресурси чрез встъпване в собственост на богатите на суровини югоизточни азиатски колонии на Великобритания и Нидерландия.[2]

Болшинството от японското правителство намира помиряването със САЩ с приемливи за страната условия за невъзможно. Освен това при едно такова помирение Япония би останала зависима от суровините на другите държави, а последствията от тази зависимост ще са крайно негативни. Все пак Япония започва преговори с американското правителство, но на 26 ноември 1941 г. се стига до скъсване на дипломатическите отношения между двете държави. Министър-председателят Тоджо и японският кабинет тълкуват това като поставяне на ултиматум.
Междувременно японската армия подготвя атака над британските и нидерландските колонии на юг. От гледна точка на Япония възможността не трябва да се изпуска, тъй като Нидерландия, след нейната окупация от страна на Германия, няма никакви съществени въоръжени сили на разположение, а заради войната Великобритания се е съсредоточила най-вече в Европа. При това японците притежават строго секретни директиви на британския генерален щаб, свързани с Далечния Изток. Те съдържат не само детайлни анализи на наличните британски въоръжени сили в Азия и планираните стратегии в случай на провал, а и ценна информация до каква степен Великобритания е решена да разположи сили на други фронтове в Азия. Така японското върховно командване е по-добре информирано за британските уязвими места отколкото повечето британски командири.
Въпреки всичко между Япония и завоюваните от нея суровини стоят Филипините, които по това време са полуавтономна колония на САЩ. Така при възникване на евентуална война с Япония САЩ е в състояние да прекъсне транспортните пътища на суровини между югоизточна Азия и „Страната на изгряващото слънце“ и така да притисне отново японската индустрия. Поради властващите в американското общество изолираност и пацифизъм, влизането на САЩ във война вследствие на японска атака в Югоизточна Азия е малко вероятна. Заради американската политика като цяло обаче, много японски военни смятат такъв конфликт за неизбежен и подкрепят окупацията на Филипините като част от офанзивата. Те прилагат като аргумент това, че Филипините, както и някои други територии в западния Тихи океан, като Гуам и Уейк, са слабо защитени. След началото на войната в Европа обаче, САЩ започват масивно преустройство и разширяване на флота си – по това време са построени десет линейни кораба от типовете „Южна Дакота“ и „Айова“ и девет големи самолетоносача от типа „Есекс“. Това усилено корабостроене създава по-голяма флота от японската, построена през последните 30 години. През 1941 г. Япония се надява, че войната в Европа ще погълне част от американските ресурси и САЩ ще трябва да продължат войната изключително със собствени сили.
Само една малка група от висши офицери и политици предупреждават за опасност при война със САЩ. Те обръщат внимание както върху огромната индустриална мощ на САЩ, с която се строи огромен флот, така и на голямото количество въоръжение, изпращано за Великобритания и Съветския съюз без това да се отразява отрицателно върху вътрешната продукция на стоки. Като потвърждение в Съединените щати през 1940 г. са произведени 4,5 млн. товарни автомобила, а в Япония само 48 хил. Един от най-видните противници на война със САЩ е адмирал Исороку Ямамото, главнокомандващ японския флот и бивше японско аташе във Вашингтон. Относно изгледа за спечелване на подобна война той казва: „Получа ли заповед, без оглед на последствията, да проведа война, ще се боря с всички сили 6 месеца или 1 година, за да спечеля. Но ако войната трябва да продължи втора или трета година, не виждам добър изход“. Никой обаче не вярва, че войната може да бъде спечелена в рамките на една година. Въпреки това в края на ноември 1941 г. японското правителство окончателно решава да започне война срещу Съединените американски щати.
Във Вашингтон преговорите продължават привидно чак до сутринта на 7 декември. На 6 декември Япония изпраща на посолство си във Вашингтон нота от 14 части, която да бъде връчена на американския външен министър точно в 13:00 часа (половин час преди заплануваното начало на атаката). С тази нота Япония официално съобщава на САЩ, че заради поведението на американското правителство няма никакъв смисъл от повече преговори. По широко разпространено мнение обаче нотата не се смята за предупреждение от страна на Япония. Главната 14-а част, съдържаща прекъсването на преговорите, е изпратена едва през нощта срещу 7 декември. Въпреки че нотата е преведена на английски още в Токио и трябвало да бъде само дешифрирана, приготовлението ѝ продължава прекалено дълго. Това до голяма част се дължи на уморения от безсъние сътрудник в посолството, който след дешифрирането трябва да напечата текста на пишеща машина. При това прави толкова много машинописни грешки, че накрая решава да смачка първия лист и да го напечата отначало. Също и разшифроването продължава по-дълго отколкото Токио очаква. Поради това нотата е връчена едва няколко часа след атаката.

## Американският тихоокеански флот
В началото на Втората световна война самолетоносачи притежават само Великобритания, Франция, САЩ и Япония. В предвоенното време американският тихоокеански флот е по-силен от атлантическия, тъй като в резултат на Вашингтонския морски договор от 1922 г. САЩ могат да притежават 15 линейни кораба и 6 самолетоносача, а от тях в Тихия океан са разположени 12 линейни кораба и 4 самолетоносача, като корабите там са и по-боеспособните. Трите бойни кораба в атлантическия флот („Арканзас“, „Ню Йорк“ и „Тексас“) са най-старите от 15-те. Причината за това едностранно разделение е, че Япония е потенциален враг и флотът ѝ е трети по големина в света. Най-големите флоти в Атлантика са на Великобритания и Франция, а с тези две страни не се очакват никакви конфликти.
Ситуацията се променя след капитулацията на Франция през юни 1940 г., когато френската флота е неутрализирана и военноморският флот на Великобритания остава сам в Атлантика и Средиземно море и трябва да се сражава сам срещу този на Германия (Кригсмарине) и Италия. За да облекчи Великобритания с каквото може, САЩ разпростира своите неутрални патрули все по-надалеч в Атлантика. Американски крайцери преминават Датския проток (между Гренландия и Исландия), а американски миноносци ескортират британски такива до западния Атлантик, за да се премине безпроблемно през най-опасната част от пътя. За тази цел 1/4 от тихоокеанския флот е преместена в Атлантическия океан (това са линейните кораби „Ню Мексико“, „Мисисипи“ и „Айдахо“, както и самолетоносача „Йорктаун“). В по-късен период почти всички новопостроени самолетоносачи са разполагани в Атлантическия океан или са доставяни директно на Великобритания. На американските въоръжени сили в Тихия океан се налага да работят с това, което имат.
Все пак според тогавашните критерии тихоокеанският флот е достатъчно силен. Той има 9 линейни кораба с общо 24 40,6-cm (16 инча) оръдия и 68 35,6-cm (14 инча) оръдия, за сравнение японският флот има 10 линейни кораба с общо 16 40,6-cm (16 инча) оръдия и 80 35,6-cm (14 инча) оръдия. Ядрото на американския флот са петте линейни кораба от типовете „Тенеси“ и „Колорадо“. Тези кораби са построени след Първата световна война и са най-боеспособни в периода между двете световни войни. Въз основа на тяхната артилерия и броня през 1941 година те все още са най-модерните кораби в световен мащаб, равностойни на британските от типа „Кинг Джордж V“ или на германския „Бисмарк“. Техен основен недостатък е сравнително ниската им скорост от 22 възела, с което са превъзхождани от по-новите кораби. Тъй като обаче японският флот е изграден от кораби, построени скоро след Първата световна война, този недостатък не е фатален.
При самолетоносачите съотношението е три американски срещу единадесет японски (от които обаче пет по-малки), но по това време ролята на самолетоносача във военните действия бива разглеждана по-скоро като защита на линейните кораби чрез въздушно разузнаване отколкото нещо повече.

## Подготовка
Планът на САЩ за евентуална война с Япония дълго време се базира на „War Plan Orange“. Според него в случай на война американският тихоокеански флот трябва да се придвижи от базата в Сан Диего до Филипините, за да ги защити от японска атака и да ги използва като база за настъпление срещу Япония. В хода на операцията трябва да се стигне до решителна битка между линейните кораби. Възможността за започване на война след изненадваща японска атака, като тази в Порт Артур по време на Руско-японската война 1904 г., не е отхвърлена. Американците обаче се притесняват най-вече от атака срещу Манила – базата на по-слабия американски азиатски флот, или срещу остров Уейк. Американският тихоокеански флот, намирайки се в Сан Диего е далеч от обхвата на действие на японския флот.
С преместването на флота в Пърл Харбър през 1940 г. ситуацията до голяма степен се променя. Пърл Харбър се намира изцяло в областта, в която японският императорски флот може да действа с приемливи разходи. За пътя дотам и обратно е нужно само едно зареждане по море. Когато японците започват да планират атаката обаче, те бързо се натъкват на трудности. Топографският вид на пристанището – практически във вътрешността на острова, което е свързвано с океана само чрез един мореплавателен канал, прави торпедната атака с разрушители, като тази в Порт Артур през 1904 г., невъзможна. Разрушителите първо трябвало да навлязат в пристанището през канала, за да имат свободно пространство за изстрелване на торпедата.
Като алтернатива е разгледана и атаката по въздух. Това също не е напълно нова идея – по време на съвместни учения на Военноморските сили на САЩ и американската армия за защита на Хаваите през 1932 г. адмирал Хари Ярнъл, командир на „нападащите“ въоръжени сили, нарежда на ескадрите на самолетоносачите „Саратога“ и „Лексингтън“ да симулират въздушна атака срещу Хаваите. Чрез проведената на 7 февруари 1932 г. (както на 7 декември 1941, събота) атака от посока северозапад, от обективна гледна точка, на защитниците са нанесени значителни щети. Напълно възможно е тази маневра да е повлияла и на японските планове, въпреки че тогава американските военноморски сили определят резултатите като нереалистични.
Образец за такава атака идва от британците в Средиземно море, които през нощта на 11 срещу 12 ноември 1940 г. при нападението на Таранто от самолетоносача Illustrious атакуват с торпедни бомбардировачи и потапят три италиански линейни кораба. Атаката често е опитвана както от американски, така и от японски флотски адмирали. Условията в Таранто са много сходни с тези в Пърл Харбър, особено що се отнася до използването на торпеда, пускани от въздуха. Употребата им от гледна точка на планиращите е строго необходима, тъй като това е единственото оръжие, с което могат да бъдат атакувани линейни кораби с перспективи за успех.
Бомбите, които са на разположение, по общо мнение не са в състояние да проникнат през масивните палуби на бойните кораби и да причинят големи щети. Също така пуснатите от самолети торпеда, заради своето тегло се потопяват на прекалено голяма дълбочина преди двигателят им да се задвижи и да ги издигне. Затова по-плитки пристанища като Таранто и Пърл Харбър се смятат да защитени. За да се предотврати забиването на торпедата в сравнително плиткото морско дъно, на тях са премахнати страничните криле, при което те могат след пускането им по-дълго време да се движат в хоризонтално положение (с криле торпедата влизат във водата под увеличаващ се ъгъл). Допълнително в Таранто британските пилоти летят изключително бавно и на малка височина. Докато американците получават тази информация от британците, японски офицери заминават за Таранто, за да видят едно от прибраните британски торпеда.
Американците вярвали, че да се сравнява Пърл Харбър с Таранто е нереалистично, тъй като разстоянието между италианското пристанище и британската база в Александрия е много по-малко от това между Пърл Харбър и най-близката японска база. Поради това и незабелязаното доближаване на врага е значително по-трудно. Допълнително японският торпедоносец Накаджима B5N не може да се движи толкова бавно колкото стария биплан, тип Fairey Swordfish на британците. Така че приложението на британската тактика според мнението на американците е изключено.
Японците стигат до извода, че атака с торпеда може да се проведе, стига да са достатъчно добре модифицирани. Така се стига до приспособяването на торпедо тип 91, което го прави специално пригодено за условията на Пърл Харбър. Що се отнася до обикновените авиобомби, при ученията преди атаката бомбардировките с бомби с тегло 250 кг минават успешно, но според разчетите, тези бомби не могат да пробият бронята на американските линейни кораби. Взема се решение да се използват като авиационни бомби корабни снаряди с калибър 381 мм и такива с калибър 409 мм – основния калибър на линейните кораби „Нагато“ и „Муцу“. На снарядите биват монтирани опашни стабилизатори, като по този начин е получена бомба с тегло 800 кг (при калибър 406 мм). Според пресмятанията такава бомба вече може да пробие и най-дебелата броня на линеен кораб от тип „Колорадо“ и да се взриви във вътрешността на кораба. Импровизираните бомби са приети на въоръжение с индекс Тип 99 номер 80 модификация 5. Първите преработени снаряди авиобомби се използват за учебни бомбардировки, като за целта е използван макет на линейния кораб „Уест Вирджиния“. В началото изпитанията на новите бомби вървят зле – те падат далеч встрани от целта, но след няколко дни макетът е поразен. Решено е бомбардировките да се водят от височини от порядъка на 3000 м, за да бъде избегнат зенитният огън на американците.

## Планът
Според адмирал Исороку Ямамото планът е следният:
| „ | В началото на войната нашите войскови части, състоящи се от 6 самолетоносача, командвани от главнокомандващия на 1-ви Въздушен флот, трябва да продължат пътя си към Хавайските острови и да атакуват от въздуха намиращите се в пристанището главни сили на американския флот. Войсковите части трябва да заминат от родната страна две седмици преди началото на военните действия, да се приближат към Хавайските острови от север и един или два часа преди зазоряване всички самолети на борда на самолетоносачите, близо 400, да излетят. Изненадващата атака над пусналите котва вражески самолетоносачи, линейни кораби, както и самолети започва от позиция, приблизително 200 km северно от остров Оаху. Екипът от подводници, 27 на брой, командвани от главнокомандващия на 6-и флот, постоянно ще разузнава движението на вражеския флот, акостирал в Хаваите, и ще започне с тези операции няколко дни преди откриване на военните действия. В случай че вражеският флот напусне пристанището, подводниците ни ще нанесат изненадваща атака или ще опитат да осъществят контакт с тях. От друга страна на специален екип от подводници е поверено да настъпи незабелязано в Пърл Харбър и заедно със самолетите торпедоносци да започне атака над вражеския флот. | “ |

Според японския план за атака самолетоносачите трябва да изминат маршрут от 6000 km, северно от обичайния път на параходите през този район на Тихия океан, в рамките на 11 дни незабелязано да доближат Пърл Харбър и от позиции на 350 km северно от островите изненадващо да атакуват. Тъй като в неделя повечето институции на американските въоръжени сили работят с намален персонал, за атаката е избрана първата неделя от месеца – 7 декември. Атаката трябва да започне Кидо Бутаи, най-големият военноморски флот в началото на Втората световна война в Тихия океан, със самолетоносачите „Акаги“, „Кага“, „Хирю“, „Сорю“, „Дзуйкаку“ и „Шокаку“. Защитата на самолетоносачите е гарантирана от линейните крайцери „Хией“ и „Киришима“, от тежките крайцери „Тоне“ и „Чикума“, както от 9 миноносеца.
Стратегическите главни цели на атаката са:
- Неутрализиране на американския тихоокеански флот: Чрез унищожаване на линейните кораби и на самолетоносачите, американците не биха били в състояние да попречат на японската офанзива в югоизточна Азия. Атакуващите пилоти получават изрични заповеди да атакуват само линейните кораби и самолетоносачите (по време на нападението не всички се подчиняват на нареждането).

- Изваждане от строй на инфраструктурата на военната база Пърл Харбър: След унищожаване на пристанищните докове и резервоарите за гориво за флота на САЩ би станало невъзможно в бъдеще време да действа от Пърл Харбър. Доковете му са единствените западно от Калифорния, където могат да се извършват ремонтни и дейности по поддръжката на корабите. Ако те бъдат унищожени, при дори сравнително малки повреди американските кораби трябва да пропътуват половината Тихи океан до Калифорния, за да бъдат поправени. В най-добрия случай японците се надяват да потопят голям кораб на входа на пристанището и така на практика да го запушат, за да може всяка атака на американския флот да започва от западния бряг на страната (например от Калифорния).

От тактически причини има и още една цел:
- Унищожаване на военновъздушните сили: Американските летища трябвало да бъдат атакувани, за да не попречат разположените там изтребители на атаката върху пристанището и да няма ответна атака срещу нападащите японски самолети.

Тъй като самолетите на разположение не са достатъчно, за да бъдат изпълнени всички три задачи, е решено първо да се атакуват корабите и летищата. Веднага след връщането им на самолетоносачите те трябва да се презаредят с гориво и муниции и след това да атакуват доковете и горивните цистерни.
Японците разглеждат пет възможни варианта за разположението на американския флот в Пърл Харбър:
1. Американският флот се намира в Пърл Харбър
2. Американският флот се намира на рейд в Лахайна (на остров Оаху).
3. Част от флота е в Пърл Харбър, а част от него в Лахайна.
4. Американският флот е в открито море.
5. Американският флот е в открито море и местонахождението му е неизвестно.
Основно е обсъден първият вариант и се взема решение атаката на първата вълна самолети да започне в 8:00 сутринта.
В състава на първата вълна влизат 189 самолета: 50 бомбардировачи-торпедоносци B5N2, въоръжени с бомби, с командир на групата полковник Мицуо Фучида; 40 B5N2, въоръжени с торпеда, командир подполковник Шигехару Мурата; 54 пикиращи бомбардировача D3А1, командир подполковник Какуичи Такахаши; 45 изтребителя А6М2 за изтребително прикритие с командир майор Шигеру Итая.
Според плана първи трябва да атакуват торпедоносците на подполковник Мурата. Самолетите на полк. Фучида трябва да бомбардират линейните кораби, които са на котва край о-в Форд; бомбардировачите на подп. Такахаси се концентрират върху летищата Уилър, Хикъм и остров Форд; а изтребителите на майор Итая трябва да прикриват действията на самолетите от въздуха и веднъж разчистили въздушното пространство от противникови самолети, да атакуват летищата Уилър, Хикъм, Канеое и Барбърс Пойнт.
Втората вълна на атаката, командвана от подполковник Шигеказу Шимазаки, трябва да излети един час след първата и се състои от 171 самолета: 54 B5N2, въоръжени с бомби, командвана от самия Шимазаки – те трябва да атакуват летищата Хикъм, Канеое и остров Форд; 81 пикиращи бомбардировача D3A1 с командир подп. Такашиге Егуса – със задача да атакуват корабите на котва в Пърл Харбър; и 36 изтребителя A6M2 с командир капитан Сабуро Шиндо – със задача пълното унищожение на американските самолети във въздуха и атака на летищата.
Японското командване се надява, че торпедоносците на Мурата от първата вълна ще успеят да поразят американските самолетоносачи и линейни кораби, а бомбардировачите на Егуса от втората вълна ще довършат разгрома на американския флот.
Планът на атаката предвижда групата от всички 40 торпедоносеца от първата вълна да атакуват едновременно. За целта те са разделени на две подгрупи. Първата подгрупа, оглавена от подп. Мурата, се състои от два отряда от по 12 машини и трябва, движейки се на юг, да заобиколи Оаху от изток, след това да завие на север и да поеме към Хикъм фийлд. Линейните кораби трябва да бъдат атакувани от първия или максимум втория заход, като атаката на всеки кораб да се състои от група от 3 – 5 машини. Втората подгрупа, командвана от капитан Нагаи, се състои от два отряда по 8 машини. Нейната задача е да атакува самолетоносачите от северозапад и запад. Командирът на съединението торпедоносци Мурата се опасява, че пикиращите бомбардировачи могат да ги изпреварят и ударят първи и в този случай димът от поразените цели много ще затрудни атаката на торпедоносците. Затова се обръща огромно внимание на съгласуваността между всички екипажи.
Действията на бомбардировъчните екипажи също са разработени в детайли. Всеки самолет носи само по една 800-кг бомба и поради това разполага само с един опит да порази целта. Решено е всеки бомбардировач да извърши няколко бойни захода и да бомбардира само на сигурно. Тъй като корабите в пристанището са закотвени по двойки, те са удобна цел за бомбардировачите, понеже площта за поражение е по-голяма, но основната им цел са корабите от вътрешната страна на двойката – корабите от външната са цел за атакуващите преди това торпедоносци. Планът предвижда всеки самолет да атакува определен кораб – за целта на екипажите са раздадени снимки и схеми на силуетите на корабите, определени за тяхна цел, които те трябва да знаят наизуст и които стоят в пилотските кабини. Ако целта, определена за екипажа е вече поразена, той има право да атакува друга цел. При опит на някой от американските кораби да напусне базата, всички усилия трябва да се съсредоточат върху него – ако бъде потопен голям кораб на входа на пристанището, то вероятно ще бъде блокирано за няколко месеца.
Японският флот напуска Япония на 26 ноември 1941 г. от водите при Курилските острови. По време на пътуването, на 2 декември генерал Ямамото изпраща кодирано съобщение на Нагумо: Niitaka yama Nobore (Преминете над планина Ниитака), с което е дадена окончателната заповед за извършване на атаката.

## Американско радиоразузнаване
Американското радиоразузнаване се дели на три работни области:
- Областта за радиозасичане служи за локализирането на някой подател чрез улавяне на радиосигналите му. За тази цел САЩ са изградили мрежа от подслушвателни станции, наречена Mid-Pacific Strategic Direction-Finder Net. Простира се в един огромен полукръг от Филипините, през Гуам, Самоа, Мидуей и Хаваите до Аляска.

- В областта Анализ на радиоразпространението се анализират прихванати радиосигнали и разговори. С помощта на сигнала „свободно“ се констатира кой с кого говори. Заради повтаряемостта на комуникацията опитват да направят връзки между станциите. Когато например станциите NOTA 1 и OYO 5 често разговарят с KUNA 2, но рядко по между си и никога с друга, може да се приеме, че KUNA 2 дава заповеди на NOTA 1 и OYO 5. С помощта на радиозасичането става възможно ефективното използване на знака „свободно“. Така наблюдаващият разбира кои войски/кораби на коя позиция са при излъчване на съобщението.

- Областта за криптоанализ е отговорна за разгадаването на прихванати новини и съобщения. Това е най-трудната и най-засекретената част от радиоразузнаването. Тъй като е било от изключителна важност фактите да не се разпространяват широко в случаите на успешно преодоляване на японския код, получената информация е била достъпна само за висши офицери и политици, докато резултатите от „областта на радиозасичане“ и „анализ на радиоразпространението“ – за широк кръг хора. Така например на главнокомандващите на Хаваите адмирал Хъзбънт Кимел и генерал Уолтър Шорт са посочени резултати само от първите две области, но не и от криптоанализа, а главнокомандващият на Филипините генерал Дъглас Макартър има достъп до цялата информация.

Вече през ноември 1941 г. посредством японски кодирани съобщения радиоразузнаването разбира за подготовката на голяма операция. В японските действия ясно се разграничават три фази, които американците са наблюдавали още по-рано при окупацията на Индокитай.
- Първа фаза: Стига се до едно скокообразно покачване на радиотрафика. Върховното командване издава заповеди и нареждания за операцията на командирите на армията и на флота. Тези инструкции се отнасят за общата йерархия в армията и са подготвени още преди операцията. По този начин става възможно да се идентифицира участващото отделение, в което хората са отговорни за най-натоварения радиотрафик. На 1 ноември, когато японският флот тръгва на път, той използва 20 000 сигнала – колкото за 6 месеца, но много от тях не са идентифицирани от американците. Все пак е установено, че японското върховно командване се свързва главно с главнокомандващите, които са на юг, но не и с тези в Китай.

- Втора фаза: Радиотрафикът отново спада на нормалните си нива. Участващите войскови части са отговорили на съответните нареждания и чакат заповед за започване на операцията. При радиосъобщенията могат да бъдат установени промени, последвани от прегрупирания. Станциите изненадващо общуват с нови станции, но не и с предишните си партньори.

- Трета фаза: Броят на радиосъобщенията бързо спада и те стават едностранни. Операцията е започнала, флотът е отплавал и пази радиомълчание, за да предотврати откриването на позициите им. Те все пак продължават да получават адресирани към тях радиоразоговори от други войскови части (така радиомълчанието се отнася само за получателя, но не и за изпращача).

На 1 декември японският флот обновява своя код на съобщенията, свързан със знака свободно. Тази непланирана промяна допълнително алармира разузнавателните служби.
Вследствие както на това, така и на резултатите от радиозасичането и анализа на радиотрафика става ясно, че Япония смята да проведе голяма операция в посока на юг. Целта ѝ все още не е определена, но се смята, че атаката ще бъде проведена над британските и нидерландските колонии (само се предполага) или над Филипините. От американците се обсъжда и възможно разположение на японски войски на полуостров Индокитай (считано за почти изключено). По тази причина на 24 и 27 ноември главнокомандващият операциите на военноморския флот адмирал Харолд Старк изпраща съобщения с предупреждение за бойна готовност на всички командири в Тихия океан, в които се съобщава, че в следващите дни могат да се очакват агресивни действия от страна на Япония. За възможни цели на японската атака са считани Малайзия, Тайланд, Филипините, Борнео и Гуам. На всички генерали в Тихия океан е заповядано да предприемат необходимите мерки за приготовление на войската в случай на война, но да не извършват никакви самостоятелни офанзивни действия, дотогава докато Япония не предприеме някакви конкретни военни действия срещу САЩ.
Разузнавателната работа на британците и нидерландците в съюз с американците при улавяне и анализиране на новини и съобщения не дава по-ясни резултати. Поради това Великобритания започва да увеличава войските си в областите на възможно нападение. Премества модерния си линеен кораб „HMS Prince of Wales“ („Уелски принц“) и линейния крайцер „HMS Repulse“ („Рипалс“) в близост до Сингапур.
Японската група от самолетоносачи използва особения случай. Никой не очаква техните бъдещи действия, защото пазят пълно радиомълчание. Тъй като японският флот не изпраща никакви съобщения американците стигат до заключението, че самолетоносачите са продължили пътя си във водите в близост до Япония. Там те можели да комуникират в мрежа от по-слаби, близко разположени предаватели. Тяхната предавателна мощност била прекалено слаба, за да бъде прихваната от подслушвателни станции. Това краткотрайно смущение било наблюдавано и при предишни операции. Предполагаемото оставане на самолетоносачите в Япония не предизвиква никакво подозрение, тъй като най-добре се съгласува с общата картина. След внимателно анализиране американците смятат, че сами самолетоносачите няма да тръгнат в офанзива срещу британските и нидерландските колонии, а вместо това заедно с бойните кораби ще образуват стратегически резерв, в случай че САЩ се притече на помощ на Великобритания.
Отделението, отговорно за криптоанализа, междувременно среща големи трудности с обема на прихванатите съобщения. Като допълнение – за разшифрирането им служителите трябва да ги преведат от японски на английски. Малкото на брой преводачи, които били нужни не само на военните, но и за политическите контакти, не можели да се справят с непрестанно растящия обем информация. Правят се опити за набиране на повече преводачи, което е било трудно, тъй като е било необходимо те не само да говорят превъзходно японски, а и да са абсолютно лоялни. Такива хора се намирали много рядко и в по-голямата си част те били американци от японски произход, които обаче не се ползвали с голямо доверие. През 1941 г. отделението по криптоанализ на военноморския флот прави големи усилия, но само успява да удвои преводачите си от 3 на 6 души. Въпреки това скоростта на превеждане и дешифриране значително се увеличава. Първоначално с помощта на кодиращата машина „PURPLE“ се получават кодираните съобщения, а след това чрез военни високосекретни американски и по-прости японски кодове се разкодират получените текстове. По тази причина, за да се предотврати изтичане на информация, са изпратени кодирани с „PURPLE“ заповеди към японските посолства във Великобритания и Нидерландска Източна Индия да предадат своята машина „PURPLE“ в Япония и да се погрижат за унищожаването на останалите кодове. Това потвърждава предположенията за една предстояща война с тези страни. Съответните съобщения, достигнали до консулствата в САЩ, не са разкодирани, тъй като те нямат машина „PURPLE“. Единствените от този вид в САЩ се намират в японското посолство във Вашингтон, където още са в експлоатация. Тъй като първоначално няма заповеди тези машини да бъдат върнати в Япония, служителите там посочват, че няма никаква запланувана атака срещу САЩ. Едва на 3 декември посолството във Вашингтон получава нареждането да унищожи една от двете си машини заедно с голяма част от употребяваните кодовете, поради което за анализаторите една война между САЩ и Япония става твърде вероятна.
Дешифрираните военни съобщения не носят почти никаква полезна информация за идентифициране на обектите. На 6 декември първите 13 от 14-те части на японската дипломатическа нота, които трябвало да бъдат връчени на 7 декември, са получени и разкодирани във Вашингтон. Въпреки че 14-ата част, тази с най-важната информация, все още липсвала (първите 13 части съдържали най-вече едно кратко изложение на отношенията между САЩ и Япония, като САЩ е обвинена за враждебното ѝ поведение към Япония, но не се споменава нищо за намеренията на японците), другите 13 още същата вечер са предоставени на всички, имащи достъп до такава секретна информация. След преглед на съдържанието президентът Франклин Рузвелт казва на своя съветник Хари Хопкинс: „Това означава война“. След като за кратко дискутират известната им японска флота и движението на войски в Югоизточна Азия, Хопкинс смята, че е по-добре, ако САЩ проведе първата битка и така да предотврати евентуални неприятни изненади. Рузвелт отвръща, че при американската политика за миролюбива демокрация такава стъпка е невъзможна. Президентът желае да се свърже и с адмирал Старк, той обаче е на театър. За Рузвелт не е невъзможно да го повика, но така би предизвикал нежелано голям медиен шум, който иска да избегне.
Всички други хора, на които вечерта са връчени 13-те части, желаят да получат и 14-ата преди да предприемат някакви мерки. За целта министърът на Военноморските сили на САЩ Уилям Кнокс ангажира конференция с министъра на отбраната Хенри Стимсън и държавния секретар Кордел Хъл още за следващата сутрин. Също и адмирал Старк, който едва късно вечерта разбира за получената японска нота, нарежда на следващата сутрин тя да бъде донесена в офиса му в пълния си вид. Началникът на генералния щаб на САЩ генерал Джордж Маршал не получава нотата, тъй като по това време спи и никой не желае да го безпокои. На следващата сутрин след закуска той излиза на езда и дълго време никой не може да го открие, за да му връчи 14-ата част.
Заповедта към японското посолство във Вашингтон да унищожи своите останали кодове и втората машина „PURPLE“ пристига към текста на 14-ата част на японската нота на 7 декември. Там е включено и нареждането нотата да бъде връчена точно в 13:00 Вашингтонско време (07:30 в Пърл Харбър). Отговорният за превода на текста капитан III ранг Алвин Крамър го получава в 10:20 Вашингтонско време, близо 3 часа преди атаката над Пърл Харбър. Той незабавно разпространява новините нататък и в 11:30 генерал Маршал нарежда всички командири в океана да бъдат предупредени за възможни японски действия, при което Филипините са с най-голям приоритет. Тази новина обаче не достига навреме до Пърл Харбър. Също на Филипините и при други военни бази в Тихия океан като Уейк и Гуам новината не оказва желания ефект, тъй като оставащото време до началото на атаката е прекалено малко.

## Пърл Харбър на 7 декември
Тъй като на Хаваите не считат една японска атака за възможна, местата на бойните кораби около остров Форд не са подсигурени. Голяма част от екипажите имат достъп до твърда земя на острова. Огънят под парните котли на корабите е почти или изцяло угаснал. Без огън под котлите корабите не осигуряват пара за машините си, а процесът на запалване на котела трае няколко часа, докато се достигне необходимото парно налягане.
За защитата на острова е отговорна лично армията на САЩ. Също и тук войските по никакъв начин не са подготвени за атаката. Противовъздушната отбрана не е разпределена във военни съоръжения, а в складове, тъй като американците не желаят да ядосват напразно собствениците на намиращите се в близост частни земи. Зенитната артилерия е разположена в отделени складове за муниции, които, както всички други такива, са затворени. По заповед на генерал Шорт самолетите на летищата са преместени от обичайните им позиции в периферията на полето и от хамбарите в средата на летището, за да бъдат предотвратени възможни саботажи. Шестте нови мобилни радарни станции, доставени на Хаваите едва през октомври 1941 г., работят единствено между 4:00 и 7:00 сутрин. Решението радарът да не работи 24 часа в денонощието, а само в часове, в които се очаква атака, сред други е прието със скептицизъм. Тази нова технология е използвана успешно в битката за Британия и по това време все още се ползва с голямо доверие. Това че периодът между 4:00 и 7:00 сутрин е считан за най-възможен при евентуално нападение, показва също, че американците съзнателно приемат възможността да бъдат атакувани в ранната утрин след изгрев слънце. Така че една японска атака не е била невъзможна, но заради тогавашните преценки на положението – крайно невероятна.
Частите на Военноморския флот в Пърл Харбър:
- Линейни кораби

„Невада“, „Оклахома“, „Пенсилвания“, „Аризона“, „Тенеси“, „Калифорния“, „Мериленд“, „Уест Вирджиния“
Линейните кораби с изключение на „Пенсилвания“, намираща се в сух док, са с пуснати котви в една редица пред остров Форд в средата на пристанището (Battleship Row). Деветият линеен кораб на Тихоокеанския флот, „Колорадо“, се намира в Бремертън, където е повикан с цел въоръжаване.
- Крайцери

„Raleigh“, „Detroit“, „Phoenix“, „Honolulu“, „St. Louis“, „Helena“, „New Orleans“, „San Francisco“
- Разрушители

Ward (вън от пристанището), Helm, Phelps, MacDonough, Worden, Dewey, Hull, Monaghan, Farragut, Dale, Aylwin, Henley, Patterson, Ralph Talbot, Selfridge, Case, Tucker, Reid, Conyngham, Blue, Allen, Chew, Shaw, Downes, Cassin, Mugford, Jarvis, Schley, Cummings, Bagley
- Подводници

Narwhal, Dolphin, Cachalot, Tautog
- Минните заградители

Oglala, Gamble, Ramsay, Montgomery, Breese, Tracy, Preble, Sicard, Pruitt
- Миночистачи

Zane, Wasmuth, Trever, Perry, Turkey, Bobolink, Rail, Tern, Grebe, Vireo, Cockatoo, Crossbill, Condor, Reedbird
- Канонерски лодки

Sacramento
- Катери

PT-20, PT-21, PT-22, PT-23, PT-24, PT-25; auf dem Kai befanden sich PT-26 und PT-28; an Deck des Tankers Ramapo PT-27, PT-29, PT-30 und PT-42
- Спомагателни кораби

Dobbin, Whitney
- Хидроавионосци

Curtiss, Tangier, Avocet, Swan (в док), Hulbert, Thornton
- Муниционни кораби

Pyro
- Танкери

Ramapo, Neosho
- Ремонтни кораби

Medusa, Vestal, Rigel
- U-Boot-Tender

Pelias
- U-Boot-Rettungsschiff

Widgeon
- Болнични кораби

Solace
- Транспортни кораби

Vega (в Хонолулу), Castor, Antares (на път за Пърл Харбър)
- Буксири

Ontario, Sunnadin, Keosanqua (пред Пърл Харбър), Navajo (на 18 km извън Пърл Харбър)
- Спасителни кораби

Utah, Argonne, Sumner

## Нападението
Вечерта на 6 декември флотът Kidō Butai намалява скоростта си на 25 възела. Вицеадмирал Нагумо изпраща последно съобщение от своя „Акаги“ към всички негови войски. С думите „Съдбата на империята зависи от тази операция. Всеки един трябва всеотдайно да изпълни своята специална задача.“ той още веднъж се обръща към екипажите на корабите и най-вече към тези на самолетите, които трябва да вземат участие в атаката.
В 21:00 часа флотът достига 158-ия меридиан и се намира на близо 910 километра северно от Хаваите. По време на 12-дневното пътуване силни ветрове често разкъсват издигнатите знамена и повече от 10 души изпадат зад борда в опити да ги сменят. Флотът не е подсигурен от други кораби или разузнавателни самолети, но въпреки това всичко протича по план.

## Отлитане
Първата японска вълна от 183 самолета стартира в 6:10 ч. сутринта на 7 декември 1941 г. на разстояние 230 морски мили (400 километра) северно от Оаху. Самолетите обаче се нуждаят допълнително от 20 минути, за да се подредят на палубите на самолетоносачите. Шест от машините не стартират навреме, а един час по-късно заедно с втората вълна. Екипажите на самолетоносачите изпращат излитащите самолети с викове „Банзай“ (еквивалентни на викове „Ура“). В същото време от американския самолетоносач „Ентърпрайз“, намиращ се на 370 мили западно от Пърл Харбър, излитат 18 пикиращи самолета Дъглас в посока остров Форд.
Първият сблъсък между силите на Япония и тези на Съединените щати се състои в 6:37 ч. местно време пред входа на пристанището. В ранната утрин от борда на миночистача „Кондор“ съобщават на патрулиращия разрушител „Уорд“, че са видели перископ в близост до входа на пристанището. „Уорд“ обаче не открива никаква подводница. В 6:30 часа снабдяващият кораб „Антарес“ също съобщава за наличието на подводница, след което военноморският флот изпраща във въздуха един самолет PBY Каталина, който да подпомогне „Уорд“ в търсенето. Към 6:45 ч. „Уорд“ открива и потопява подводницата с артилерийски огън и водни бомби. Това е една от петте японски малки подводници, които имали за цел да влязат в пристанището. Няколко минути по-късно PBY Каталина съобщава за потопяването на още една подводница при входа на пристанището. Комендантът на „Уорд“ лейтенант Отърбридж, който поема командването над кораба едва два дена преди това, изпраща кодирано съобщение до командира на 14-а военноморска част, за да го информира, че се сражава с вражеска подводница в отбранителната зона на пристанището. При забавения установен процес на разкодиране, новината достига дежурните офицери в 7:15 ч. и е предадена нататък на адмирал Кимел. С оглед на многобройните фалшиви съобщения за подводници през последните седмици, Кимел желае да изчака потвърждение на съобщението преди да предприеме някакви мерки.
В 7:02 часа двата радара на станцията Опанах засичат група от 50 или повече самолети, които се приближават от север. Радарната станция Опанах е една от шестте нови мобилни радарни съоръжения на армията. Те се намират на остров Оаху от по-малко от месец. След кратко съвещание служителите се свързват с информационния център във Форт Шафтър и съобщават за местоположението на наближаващите самолети, без обаче да споменат техния брой. Новината е получена от един лейтенант, който е едва за втори път на служба в информационния център и той не подлага нищо под въпрос. Предварително е информиран, че се очаква пристигането на група бомбардировачи Боинг B-17 и вярва, че това са те. Тъй като това била секретна информация, която не трябвало да споделя с радарчиците, той само им казал да привършват службата си (радарът винаги бил включен само между 4:00 и 7:00 часа) и да не се тревожат за самолетите („Don’t worry about it.“).

## Първа атака
Първата японска атакуваща вълна достига Пърл Харбър, без да срещне съпротива. По пътя са свалени множество американски самолети. Най-малко една от свалените машини успява да изпрати радиосъобщение, което обаче е трудно разбираемо. В 7:49 часа командирът на атакуващата вълна – Митсуо Фуцхида заповядва атаката да се проведе с пълна изненада, първо с торпедните бомбардировачи. Радиотелеграфистът му изпраща сигнала три пъти. Той се състои от to за totsugeki (атака) и ra за raigeki (торпеда/торпедни бомбардировачи). Сигналът to ra, to ra, to ra е получен и от самолетоносачите, които разбират, че изненадата е успешна. Американците също прихващат сигнала, но въпреки това го разбират като tora, японската дума за тигър. Това води до извода, че съобщенията гласят Tora, tora, tora.
Атаката над пристанището започва в 7:55 ч. с бомбардирането на остров Форд. Три минути по-късно тамошната радиостанция изпраща на всички други станции съобщението „Въздушна атака над Пърл Харбър. Това не е учение.“ Новината е получена във Вашингтон и само няколко минути след началото на атаката е информиран министърът на военноморските сили Франк Нокс. Първоначално той не иска да повярва. „Боже мой! Не може да е истина, това трябва да са Филипините.“ (My God! This can’t be true, this must mean the Philippines.).
24 от общо 40 японски торпедни бомбардировача атакуват от източната страна на остров Форд американските линейни кораби. Корабът „Невада“ успява да свали две атакуващи машини преди да бъде ударен от торпедо и две бомби. „Калифорния“ е ударена от две бомби и две торпеда, като една от бомбите попада в склад за муниции и води до експлозия. Не всички отделения на корабите са водоустойчиви и се стига до тежки пробиви на вода, които трудно могат да бъдат спрени, вследствие корабът е напуснат от екипажа. Срещу „Оклахома“ първите атакуващи самолети пускат три торпеда, след което корабът започва да се обръща. По време на обръщането най-малко още две торпеда пробиват борда на линейния кораб. 400 моряци остават затворени под палубата, и само 32 от тях са освободени от останките през следващите няколко дена. Западна Вирджиния е ударена от най-малко шест торпеда, но заради бързите насрещни течения е предотвратено обръщането на кораба. Допълнително е ударена от още две бомби, които пораждат пожар на задната палуба. Отломките от съседния „Тенеси“ раняват коменданта, капитан Мервин С. Бениън смъртоносно. „Аризона“ вероятно е ударена от едно торпедо, преди в 8:10 една противотанкова фугасна бомба да удари между двата предни оръдейни купола. Бомбата поражда верижна реакция, която води до експлозия на предните главни складове, пълни с над 450 тона барут. При мощната експлозия корабът се издига на 5 до 6 метра и се разкъсва на две части. Предната част на кораба е практически напълно разрушена, а допълнително експлозията подпалва изтеклия петрол на водната повърхност. Умират 1177 от общо 1400-те души екипаж, половината от всички американски жертви в атаката. Загиват също комендант Франклин ван Валкенбурх и контраадмирал Исак К. Кид. „Аризона“ гори още два дена след атаката. От вътрешната страна на Battleship Row (редицата на линейните кораби) са закотвени „Мериленд“ и „Тенеси“, които са сравнително слабо повредени. Те са невъзможни за удари от торпеда, тъй като от едната страна се намира остров Форд, а от другата линейните корабите „Оклахома“ и „Западна Вирджиния“. На двата кораба са пуснати по две бомби, на „Тенеси“ са повредени две от 12-те 35,6-cm (14 инча) оръдия. След експлозията на „Аризона“ се издигат гъсти облаци от пушек, които затрудняват японската бомбардировка над двата кораба. „Тенеси“ понася огромни щети под огромна горещина, тъй като се намира два дена в горящия петрол на „Аризона“.
В същото време още 16 торпедни бомбардировача атакуват северозападната страна на остров Форд, където са местата на самолетоносачите. Там обаче се намират само крайцерите „Детройт“ и „Роли“, хидропланът „Танжер“, както и учебният кораб за противовъздушна отбрана, преобразуваният стар линеен кораб, „Юта“. Повечето бомбардировачи отхвърлят заповедта да се атакуват само линейни кораби и самолетоносачи, други въпреки това изпълняват стриктно нарежданията. Най-вероятно японците идентифицират корабите грешно и помислят „Юта“ за един от най-новите линейни кораби. „Юта“ е ударен от две торпеда и след 10 минути се обръща. „Роли“ е ударен от едно торпедо и с усилие успява да се задържи над водата. Останалите торпедни бомбардировачи прелитат остров Форд и започват атака над линейните кораби, освен една машина, която пуска торпедото си на крайцер „Елена“. Торпедото удря средата на кораба като преди това преминава под намиращия се до „Елена“ минен заградител „Оглала“. Наводнено е едно от машинните отделения. Мощната детонация причинява големи щети на „Оглала“. Два часа по-късно и той се обръща.
В същото време с атаката на торпедните бомбардировачи пикиращи самолети и изтребители атакуват летищата Ева, Хикам, Уийлър, остров Форд и Канеое. Особено на армейските летища Хикам и Уийлър подредените в редици американски машини са лесна мишена. Другите летища също не понасят удара леко. Близо до Белоуското поле, обстрелвано само от един изтребител, единствено малкото летище Халеʻива остава пощадено. Голяма част от машините са разрушени или повредени още докато са на земята. Само една шепа американски изтребители от тип P-36 Hawk и P-40 Warhawk успяват да излетят. Най-успешно се справят пилотите Кенет Тайлър и Джордж Уелч, които по време на атаката се приземяват два пъти, за да презаредят муниции и общо свалят шест японски самолета. По време на атаката пристигат и бомбардировачите B-17, които обаче нямат оръжия на борда и след дългия полет нямат и гориво. Нямали друг избор освен по средата на атаката да си търсят някъде място за приземяване. Въпреки атаките на японските изтребители и 11-те машини се приземяват успешно (една от тях каца на голф игрище).  Пристигащите машини на „Ентърпрайс“ имат по-малко късмет. Те са обстрелвани не само от японските изтребители, а и от американските противовъздушни оръжия и са свалени 6 от 18-те самолета.
След като машините от първата вълна вече са отлетели настъпва кратка пауза на спокойствие. Много американски кораби напускат пристанището, разчитайки на относителната защита на открито море. Повечето от тях са без пълен екипаж. Например разрушителят „Блу“ е под командването на четирима кандидат-офицери, а другите офицери не са на борда. На път за излизане от пристанището членове на екипажа на крайцера „Сейнт Луис“ забелязват две торпеда, приближаващи кораба, които експлодират предварително заради подводно препятствие. Най-вероятно те срещат една от малките японски подводници, кръстосващи района. Разрушителят „Хелм“ забелязва друга малка подводница на изхода на пристанището, но я обстрелва неуспешно. Впоследствие подводницата засяда на един риф; единият от двамата членове на екипажа се удавя, но лейтенант Сакамаки Кацуо става първият японски пленник на американците. Разрушителят „Монахан“ също забелязва в басейна на пристанището малка подводница и я потапя с дълбочинна бомба. От линейните кораби само „Невада“ успява да излезе от пристанището, а „Мериленд“ и „Тенеси“ са блокирани от потопените „Оклахома“ и „Западна Вирджиния“.

## Втора атака
„Невада“ още не е напуснала басейна на пристанището, когато в 8:50 внезапно настъпва втората японска атакуваща вълна. 23 бомбардировача атакуват „Невада“ с надеждата да потопят линейния кораб в тесния изходен канал и така да блокират пристанището. Те правят поне пет точни попадения, две от които пробиват дупки в корпуса на кораба. След като става ясно, че „Невада“ няма да мине през канала успешно, командващите кораба офицери решават да обърнат обратно и да го насочат към ремонтния център.
По време на атаката линейният кораб „Пенсилвания“ се намира в сух док заедно с разрушителите „Касин“ и „Доунс“, разположени един до друг пред него. Първата японска атака напълно пропуска Пенсилвания и едва самолетите на втората откриват кораба и го бомбардират. Инкасират само едно точно попадение, което изважда от строй оръдията в средата на кораба, но нищо съществено повече. Двата разрушителя са ударени от множество бомби, първоначално определени за „Пенсилвания“. Корабите са пробити на много места и изтичащото от резервоарите гориво се подпалва. Пожарите и експлодиралите муниции причиняват тежки щети на корпусите на разрушителите и заради възникналите структурни повреди те са практически унищожени. Заради пожара предната част на „Пенсилвания“ е повърхностно повредена. По време на атаката докът е наполовина наводнен. Така, в случай на разрушаване на изхода на дока, ще бъде предотвратено пагубното нахлуване на вода в кораба. „Касин“ изплува частично от водата и се накланя на страна към „Доунс“. В близост до тях намиращият се в плаващ док разрушител „Шоу“ е ударен три пъти в предната част. Възникналите в резултат на това пожари не са овладени и половин час по-късно складът за муниции на кораба се взривява. Експлозията потапя плаващия док, а „Шоу“ губи цялата си предна част. Останки от кораба летят на 800 метра разстояние.
Други бомби от втората вълна удрят различни кораби в пристанището и така „Ралей“ и „Къртис“ получават по една бомба. Летищата и пистите са атакувани отново. Към 9:45 ч. се оттеглят и последните японски машини и се завръщат на самолетоносачите. Една от последните машини, които се приземяват, е тази на капитан втори ранг Фучида – в 13:00 часа. Той е останал във въздуха по време на цялата атака, за да наблюдава причинените щети. След като адмирал Нагумо изслушва първите му отзиви в 13:30 заповядва оттегляне на флота без следваща атака.
Американските разузнавачи, започнали работа чак след атаката, търсят на север японските военни части, но не успяват да ги открият, тъй като те са много по-отдалечени отколкото предполагат. Поради това е изказано предположението, че пристигането и отлитането на самолетите в посока север е само заблуда, а японските самолетоносачи се намират западно или южно от Хаваите.
Грешната преценка се дължи най-вече на неизвестния обсег на японските самолети, който далеч надминава този на американците. Докато японските самолети Кейт, Вал и Зеро имат обсег от над 1500 km, американският пикиращ бомбардировач Дъглас SBD Донтлес има 1200 km, торпедонпсецът TBD Devastator, снабден с едно торпедо, достига само 700 km (1150 km с 453-килограмова бомба). Полетът към Пърл Харбър и обратният път възлиза на 400 km. Стартовите позиции при японците са увеличени на 800 km. Допълнително след старта повечето самолети кръжат в кръг докато се формират над самолетоносачите и изчакват за останалите машини. Също така по време на приземяването се губи още гориво, тъй като самолетите трябва да кацат един по един и да се изчакват подобаващо. В битката при Мидуей американците стартират машините си чак след като самолетоносачите им са достигнали на разстояние 200 km от целта. Никой не може да си представи, че японците ще стартират от двойно по-голямо разстояние. Поради това американските разузнавачи се завръщат на острова след кратко време. Лошата преценка за радиуса на действие довежда съюзниците до погрешни предположения за това, че японските самолетоносачи трябва да са близко разположени. Всъщност японските самолети от тези типове са били подсигурени на места, които според твърдото убеждение на съюзническите командири са извън обсега на японските аеродруми.

## Решението на Нагумо за отстъпление
Според първоначалните планове първите две атакуващи вълни самолети трябва да разрушат корабостроителниците и горивните цистерни. Унищожаването на съоръженията и на запасите сериозно би ограничило операциите на американските въоръжени сили в Тихия океан през следващите месеци. С оглед на протичането на войната много историци са на мнението, че елиминирането на Пърл Харбър като военноморска база на САЩ би имало много по-пагубни щети отколкото разрушаването на линейните кораби. Все пак адмирал Нагумо не разрешава стартирането на третата вълна, а оттегляне веднага щом последните самолети от втората са се приземили по самолетоносачите. Той взема това решение поради следните причини:
- Новините, донесени след първата и втората атакуващи вълни, не оставят никакво съмнение за това, че намиращите се в Пърл Харбър линейни кораби са унищожени. Без тези кораби американският флот дори и с прехвърляне на кораби от Атлантика не е в състояние да предотврати голямата японска офанзива в югоизточна Азия. С това главната стратегическа цел на нападението е изпълнена.

- Приготовлението на трета вълна би отнело значително време. След завръщането си машините от първата веднага са прибрани под палубата, за да може тя да бъде свободна за приземяването на тези от втората вълна. Още едно въоръжаване с бомби и гориво би отнело много време. Машините трябва да бъдат повторно донесени на летателната палуба, а едновременно с това приземилите се на палубата машини трябва да бъдат прибрани в корабния хамбар. При изпълнението на този сложен и отнемащ много време процес самолетите от третата вълна не биха стартирани преди заздрачаване. През 1941 г. нощни приземявания на самолетоносачите са необичайна мярка, тъй като няма сигурни начини за нощно приземяване, а самолетоносачите не са снабдени с необходими за целта средства. Едно нощно приземяване най-вероятно би означавало загубата на много опитни японски пилоти, от които Япония има нужда. Също така по време на повторното превъоръжаване на самолетите самолетоносачите биха били твърде уязвими. Шест месеца по-късно самолетоносачите „Акаги“, „Сорю“, „Хирю“ и „Кага“ са унищожени в битката при Мидуей при една относително слаба атака от американците, която случайно се провежда по време на японската подготовка за стартиране на самолети.

- Загубите на втората вълна самолети са два пъти по-големи от тези на първата вълна, използваща елемента на изненада. Една трета атака, неизбежно забавила се с часове, би попаднала на един вече подготвен враг и да доведе до още повече загуби.

- Докато машините са на път, Нагумо трябва да остане на позиция, за да могат те да намерят обратно самолетоносачите и да се приземят. Открива се възможност за противника да нанесе удар с евентуално запазени бомби и подводници. Съществува опасения за вражеска контраатака.

- Самолетоносачите са нужни за офанзивата в югоизточна Азия. Много от целите в Индонезия и Нова Гвинея се намират извън обсега на разположените в летищата самолети. Той не трябва да излага поверените му (самолетоносачи и самолети) на риск, когато за това няма наложителна причина. Според неговото мнение унищожаването на военната база Пърл Харбър е достатъчно.

Много офицери и ескадрилни коменданти от завърналата се първа вълна го съветват да заповяда трета атака, но не успяват да го убедят.

## Равносметка

### Загуби
Същинските резултати от атаката са противоречиво оценени. Това се дължи на факта, че по-малките кораби не са взимани предвид при отчета на щетите или е имало несъответствия при преброяването на повредените и унищожените кораби. Мъртвите и ранените са частично причислени към цивилни, а военноморски части и армията са обединени. В някои отчети цивилните жертви въобще не са регистрирани.
Следната равносметка представя само приблизително колко жертви и разрушения има след нападението над Пърл Харбър.

#### Загуби за американците
- близо 2403 души мъртви
- близо 1178 ранени
- близо 12 потънали или повалени кораба
- близо 9 повредени кораба
- близо 164 унищожени самолета
- близо 159 повредени самолета

В крайна сметка всички американски войски са наново попълнени, а корабите, без два, са реставрирани и подновяват дейността си още през Втората световна война. Заедно с „Мисисипи“ още пет потопени или повредени кораба („Мериленд“, „Западна Вирджиния“, „Тенеси“, „Калифорния“ и „Пенсилвания“) вземат участие 1944 г. в битката при протока Суригао. В това последно сражение на флотилии линейни кораби, решено от линейни кораби от Първата световна война, а не от модерните типове „Айова“ и „Ямато“, японските линейни кораби „Ямаширо“ и „Фусо“ са потопени. Невада заминава 1944 г. като част от съюзническия флот в посока Нормандия (виж Битка за Нормандия).

#### Загуби за японците
- близо 65 пилоти и хора от екипажите на подводниците мъртви
- близо 29 унищожени самолета
- близо 5 унищожени двуместни подводници
- един военнопленник (командир-лейтенант на подводница Сакамаки Кацуо).

Незначителните японски загуби от само 29 самолета значително надминават и най-оптимистичните прогнози за атаката над Пърл Харбър. Преди нападението японците се опасяват от значително повече загуби. Положителните резултати се дължат най-вече на пълната изненада, както и на минималната бойна готовност на американските въоръжени сили преди атаката.

### Стратегическо значение
Едновременно с нападението над Пърл Харбър започва и очакваната японска офанзива в Тихия океан, японски войски започват настъпление в Тайланд, а започва и битката за Филипините. Сутринта на 10 декември малайско време (близо 48 часа след началото на атаката) японски бомбардировачи потапят с торпеда британските линейни кораби „Prince of Wales“ и „Repulse“. Това се случва за първи път в историята на линейните кораби, тъй като са потопени в открито море и в пълно въоръжение.
С един-единствен линеен кораб на разположение – намиращия се извън Пърл Харбър „Колорадо“, американският тихоокеански флот вече не представлява заплаха за японците, които настаняват свой флот близо до Югоизточна Азия. Огромното превъзходство, което японците спечелват по море и суша, повишава значително инициативата за участие в бойните действия. Поради тази причина само за три месеца те успяват да победят равните им по сила войски от ABDA – командването, разположени в югоизточна Азия (и двете страни разполагат с близо 11 дивизии като наземни въоръжени сили).
След нападението над базата американският флот остава достатъчен само за защита. Дълго време не може дори да се мисли за офанзивни операции, тъй като японският флот е превъзхождащ по всяко отношение. Все пак след тримесечна работа 24 часа в денонощието американците успяват да поправят леко повредените линейни кораби „Мериленд“, „Тенеси“ и „Пенсилвания“. Тези три кораба, заедно с „Колорадо“ и докараните от Атлантика „Айдахо“, „Мисисипи“ и „Ню Мексико“ допълват нужната бройка от седем кораба. В това отношение, както и след 11-те потопени по-късно японски линейни кораба, американците имат преимущество.
При самолетоносачите съотношението на силите е още по-неблагоприятно. Въпреки че американците не губят нито един самолетоносач при японската атака, а дори получават подкрепа от „Йорктаун“ и „Хорнет“, срещу американските 5 са изправени 11 японски такива. Значително по-голямо значение от числената има качествената разлика, а също и въоръжението. Японците имат голям опит в операциите със самолетоносачи, екипажите им са перфектно подготвени, а самолетните пилоти са натрупали боен опит след последните четири години, прекарани в битки над Китай. За американците операциите със самолетоносачи също не са нещо ново, тъй като в предвоенни времена са упражнявали подобни атаки в Панамския канал. Тъй като междувременно американските самолетоносачи са построени по нов образец, в началото възникват проблеми с координацията на дейностите на летателната палуба. Шест месеца по-късно в битката при Мидуей самолетоносачите „Ентърпрайз“ и „Хорнет“ трябва да стартират всички свои машини за обща атака, но след старта първата половина самолети се забавя прекалено много, за да стартира и втората половина. Американците са принудени да отложат цялата атака, но да оставят сами вече стартиралите самолети, които при чакането губят голямо количество гориво. По-голямо значение оказва липсващото техническо въоръжение, най-вече при самолетите изтребители и торпедните оръжия. Grumman F4F е в обсега на действие на Мицубиши A6M и силно му отстъпва по скорост и чак по средата 1943 се появяват по-надеждни самолетни модели (Grumman F6F и Vought F4U). Все пак създадената от Джон с. „Джими“ Тач нова тактика за въздушен бой увеличава шансовете на американските пилоти и на техните по-стари машини срещу японците. При торпедоносците Douglas TBD е безнадеждно остарял. Затова след битката при Мидуей той е заменен от Grumman TBF, чиито торпеда обаче са бавни и функционират рядко. За да могат да спестят разходи, преди войната американците провеждат сравнително малко тестове и до 1943 те все още нямат напълно действащи торпеда. Постиженията на японските Long-Lance-торпеда никога не са достигнати.
Тъй като на военноморския флот не му остава нищо друго освен да опита да задържи позициите си доколкото може, докато очаква помощта на новите кораби, подводниците стават единственото оръжие, с което офанзивно може да се действа срещу Япония. Командващ тихоокеанския флот става Честър Нимиц, един от малкото адмирали, запознат отблизо с подводниците и оръжията им. В следващия период американските подводници водят тонажна война срещу Япония, която зависи от нейните морски връзки, която е толкова успешна, че сега се счита от всички страни като една от основните причини за американската победа в Тихия океан.
Японското главно командване от своя страна счита атаката за стратегически успех, който надминава най-дръзките очаквания. Японският флот е оперирал на границата на радиуса си на действие, изненадал е врага, когато това било считано за невъзможно, и е изхвърлил от битката целия му флот от линейни кораби. С оглед и на неочаквано малките загуби от само 29 машини, липсата на американските самолетоносачи и пощадата на доковете и на петролните залежи се считат за малки грешки в една иначе перфектна японска операция.
В днешни дни атаката е разглеждана като голяма стратегическа грешка. Разбираемо е, че японците не успяват да потопят нито един самолетоносач, тъй като японското главно командване нито предполага за тяхното отсъствие, нито може да реагира достатъчно бързо, когато разбира за напускането на пристанището от „Лексингтън“ на 5 декември. Без съмнение най-силният удар върху САЩ е разрушаването на единствените ѝ докове в централния Пасифик. Атаката срещу линейните кораби също често е критикувана, тъй като по-късно американците изваждат корабите си от водата и ги ремонтират.

## Филми
- Битката за Хаваи и в Малайско море (Hawai mare oki kaisen) (1942)
- Verdammt in alle Ewigkeit (1953)
- Тора! Тора! Тора! (1970)
- Мак Артър – Герой на Тихия океан (1977)
- Последно отброяване (1980)
- Пърл Харбър (2001)
- Нападение над Пърл Харбър документален, Германия (2006)

### Книги
- Stan Cohen: East Wind Rain. A Pictoral History of the Pearl Harbor Attack. Pictoral Histories Publishing, Missoula/Mont. 1988, ISBN 0-933126-15-8
- Peter Herde: Pearl Harbor, 7. Dezember 1941. Der Ausbruch des Krieges zwischen Japan und den Vereinigten Staaten und die Ausweitung des europäischen Kriegs zum Zweiten Weltkrieg. Wissenschaftliche Buchgesellschaft, Darmstadt 1985, ISBN 3-534-07555-2
- David Kahn: The Codebreakers. The story of secret writing. Scribner, New York 1996, ISBN 0-684-83130-9
- Hans Lengerer, Sumie Kobler-Edamatsu: Pearl Harbor 1941. Der Paukenschlag im Pazifik nach japanischen Dokumenten. Podzun-Pallas, Friedberg 1982, ISBN 3-7909-0164-4
- Walter Lord: Day of Infamy. Holt Books, New York 2001, ISBN 0-8050-6809-0 (Repr. d. Ausg. London 1957)
- George Morgenstern: Pearl Harbor 1941. Eine amerikanische Katastrophe. Herbig, München 2000, ISBN 3-7766-1996-1 (Originalausgabe, New York 1947)
- Gordon W. Prange: At Dawn We Slept. The untold story of Pearl Harbor. Penguin Books, London 2001, ISBN 0-14-100508-4 (Gilt als objektivste Darstellung, behandelt vor allem die Untersuchungen)
- Gordon W. Prange u.a.: December 7, 1941. The Day the Japanese Attacked Pearl Harbor. McGraw Hill Books, New York 1991, ISBN 0-517-06658-0 (Sehr genaue Darstellung der Ereignisse anhand von unzähligen Quellen)
- Robert B. Stinnett: Pearl Harbor. Wie die amerikanische Regierung den Angriff provozierte und 2476 ihrer Bürger sterben ließ. Zweitausendundeins Verlag, Frankfurt/M. 2003, ISBN 3-86150-603-3
- Dan van der Vat: Pearl Harbor, „der Tag der Schande“. Das Weltereignis in Bildern. Heyne, München 2001, ISBN 3-453-19525-6
- Harry Thürk: Pearl Harbor. Die Geschichte eines Überfalls. Brandenburgischer Verlag, Berlin 1993, ISBN 3-89488-043-0
- Putzger Historischer Weltatlas: Atlas und Chronik zur Weltgeschichte. Cornelsen Verlag, Berlin Juni 2008, ISBN 3-464-64405-7

### Белетристика
- James Jones: Verdammt in alle Ewigkeit. Roman. Fischer-Verlag, Frankfurt/M. 2004, ISBN 3-596-16015-4
- Wallace Randall: Pearl Harbor. Roman. Burgschmiet-Verlag, Nürnberg 2001, ISBN 3-933731-73-9
- Reinhold Ruthe: Hölle über Hawai. Der Überfall auf Pearl Harbor und Japans Eintritt in die Moderne. Aussaat-Verlag, Wuppertal 1971
- Перл Харбор. Япония наносит удар. Война в воздухе № 44. Периодическое научно-популярное издание для членов военно-исторических клубов. Редактор-составитель Иванов С.В. При участии ООО „АРС“.